# DecembeRadio
DecembeRadio es una banda estadounidense de rock cristiano, formada en 2003. La banda está compuesta por Josh Reedy (vocalista, bajo), Brian Bunn (guitarra), Eric Miker (guitarra) y Boone Daughdrill (batería). El grupo llevó a cabo dos álbumes independientes en 2005: Dangerous y Noise. La banda se unió a Slanted Records en diciembre de 2005, llevando a cabo DecembeRadio en 2006 y Satisfied en 2008.

## Discografía
- 2005: Dangerous
- 2005: Noise
- 2006: DecembeRadio
- 2008: Satisfied